# Heinz Bienefeld
Heinz Bienefeld (Krefeld, 8 luglio 1926 – Swisttal, 28 aprile 1995) è stato un architetto tedesco.

## Biografia
Studiò all'accademia Kölner Werkschulen di Colonia sotto la guida di Dominikus Böhm, di cui in seguito divenne assistente. Tra il 1955 e il 1963 lavorò con Gottfried Böhm e con Emil Steffann, prima di aprire un proprio studio a Colonia nel 1963.
Si specializzò nella progettazione di edifici religiosi e di grandi abitazioni. Rifiutò le correnti e le mode del tempo, proponendo uno stile che si rifaceva alla tradizione classica e medievale, nelle strutture, nei metodi di costruzione e nei materiali.